# Arbutus
Genre
Classification phylogénétique
Arbutus (les arbousiers) est un genre de plantes à fleurs de la famille des Ericaceae, originaire des régions tempérées chaudes de la Méditerranée, de l'Europe occidentale et de l'Amérique du Nord.

## Liste des espèces
Selon NCBI (5 oct. 2014) :
- Arbutus andrachne - originaire de Méditerranée orientale. Il fleurit au printemps. Hauteur jusqu'à 12 mètres.
- Arbutus arizonica (A. Gray) Sarg. - originaire du Nouveau-Mexique, d'Arizona et ouest du Mexique jusqu’au Jalisco
- Arbutus canariensis
- Arbutus menziesii Pursh - Originaire de l'ouest des États-Unis. Hauteur jusqu'à 15 mètres.
- Arbutus occidentalis
- Arbutus peninsularis
- Arbutus unedo
- Arbutus xalapensis Kunth
  - variété Arbutus xalapensis var. texana

Selon Tropicos (5 oct. 2014) (liste brute contenant des synonymes) :
- Arbutus acerba Gilib.
- Arbutus alpina L.
- Arbutus andrachne L.
- Arbutus arbutus Veill.
- Arbutus arizonica (A. Gray) Sarg.
- Arbutus buxifolia Stokes
- Arbutus callicarpa Buch
- Arbutus canariensis Veill.  Hauteur jusqu'à 7 mètres.
- Arbutus cassinifolia Steud.
- Arbutus coccinea Sessé & Moc.
- Arbutus crispa Hoffmanns.
- Arbutus croomii auct.
- Arbutus densiflora Kunth
- Arbutus discolor Hook.
- Arbutus donnell-smithii Small
- Arbutus empetrifolia Lam.
- Arbutus ferruginea L. f.
- Arbutus filiformis Lam.
- Arbutus floribunda M. Martens & Galeotti
- Arbutus furiens Hook. & Arn.
- Arbutus glandulosa M. Martens & Galeotti
- Arbutus hirsutus Sessé & Moc.
- Arbutus idaea Gand.
- Arbutus integrifolia Lam.
- Arbutus intermedia Heldr. ex Nyman
- Arbutus laurifolia Buch.-Ham. ex D. Don
- Arbutus laurina M. Martens & Galeotti
- Arbutus longifolia Andrews
- Arbutus lucida Steud.
- Arbutus macrophylla M. Martens & Galeotti
- Arbutus madrensis M. González
- Arbutus madrono Humb. ex Kunth
- Arbutus menziesii Pursh
- Arbutus microphylla auct.
- Arbutus mollis Kunth
- Arbutus mucronata L. f.
- Arbutus nitida (Benth.) Jacob-Makoy
- Arbutus nothocomaros Heldr.
- Arbutus nuda Steud.
- Arbutus occidentalis McVaugh & Rosatti
- Arbutus officinalis Boiss.
- Arbutus ovata M. Martens & Galeotti
- Arbutus paniculata M. Martens & Galeotti
- Arbutus pavarii Pamp.
- Arbutus peninsularis Rose & Goldman
- Arbutus petiolaris Kunth
- Arbutus phillyreafolia Pers.
- Arbutus pilosa Graham ex Hook.
- Arbutus procera Douglas ex Lindl.
- Arbutus procumbens Kluk ex Besser
- Arbutus prunifolia Klotzsch
- Arbutus pumila G. Forst.
- Arbutus punctata Hook. & Arn.
- Arbutus pungens Hook. & Arn.
- Arbutus rigida Banks & Sol. ex Hook. f.
- Arbutus rubescens Bertol.
- Arbutus salicifolia Cels ex Hoffmanns.
- Arbutus serpyllifolia Lam.
- Arbutus serratifolia Lodd.
- Arbutus sieberi Klotzsch
- Arbutus spinulosa M. Martens & Galeotti
- Arbutus tessellata P.D. Sørensen
- Arbutus texana Buckley
- Arbutus thymifolia Aiton
- Arbutus tomentosa Pursh
- Arbutus turbinata Pers. ex Rchb.
- Arbutus unedo L.
- Arbutus uva-ursi L.
- Arbutus varians Benth.
- Arbutus vernalis Poepp. & Endl.
- Arbutus villosa Willd. ex Klotzsch
- Arbutus vulgaris Bubani
- Arbutus xalapensis Kunth

Selon Catalogue of Life (7 novembre 2020) :
- Arbutus andrachne
- Arbutus ×andrachnoides
- Arbutus androsterilis
- Arbutus arizonica
- Arbutus bicolor
- Arbutus canariensis
- Arbutus madrensis
- Arbutus menziesii
- Arbutus mollis
- Arbutus pavarii
- Arbutus tessellata
- Arbutus unedo
- Arbutus xalapensis
  - Arbutus xalapensis var. texana

## Espèces hybrides
- Arbutus × andrachnoides Link - hybride entre A. unedo et A. andrachne. Obtenu en Grande-Bretagne vers 1800. Hauteur jusqu'à 7 mètres.
- Arbutus × thuretiana hybride entre A. unedo et A. canariensis.